# 沢谷有梨
沢谷 有梨（さわや ゆうり、10月21日 - ）は、日本の女性声優、カラーリスト。秋田県出身。以前はオフィス薫、ケンユウオフィスに所属していた。東京女子大学現代文学部コミュニケーション学科知覚心理学専攻卒業。

## 概要
大学卒業後、レコード会社勤務を経て舞台女優・声優として活動後、カラーリストに転向。

## 出演作品

### テレビアニメ
- 激闘!クラッシュギアTURBO（少年）

### Webアニメ
- 幕末機関説 いろはにほへと（りく）

### ドラマCD
- 君こそ僕の絶対（小寺千香）

### 吹き替え

#### 実写
- あなたにムチュー（幼いリサ）
- アンドロメダ（トランス・ジェミニ）
- ERXI緊急救命室#229（ボビー・メトカフ〈ジェレミー・シャダ〉）
- 愛しのローズマリー（カトリーナ）
- 美しき日々
- 刑事ナッシュ・ブリッジス
- 拳神 KENSHIN
- サブリナ（グウェン）
- CSI:科学捜査班
- CSI:マイアミ
- シナリオライターは君だ!（女子生徒）
- スー・チー in ヴィジブル・シークレット
- ディナーラッシュ
- デスパレートな妻たち
- ハード・アライブ
- パープルストーム 紫雨風暴
- ハイスクール・ウルフ（レイチェル、マーシー）
- 風雲（コンズー）
  - 続・風雲（ティンニン）
- 冬のソナタ（看護師）
- マルコヴィッチの穴
- MAY -メイ-（ポリー）
- モリー先生との火曜日
- 容疑者
- レリック・ハンター（クローディア）※ビデオ版
- ロズウェル - 星の恋人たち（警察無線）
- ロストワールド 〜失われた世界〜

#### アニメ
- コアラの探偵アーチボルド（ガゼット）

### 映画
- 不思議のたたりちゃん（手袋の声）